# Patrick Ashton
Patrick Ashton (* 6. September 1984 in München) ist ein deutscher Eishockeytorwart, der seit Juli 2012 beim TSV Erding in der Eishockey-Oberliga unter Vertrag steht.

## Karriere
Ashton begann seine Karriere in der Saison 2002/03 bei den Wanderers Germering in der Landesliga, wo ihm der Aufstieg in die Bayernliga gelang. In der Saison 2003/04 gehörte er auch zum Bayernligakader der Wanderers, bevor er sich zu einem Wechsel zu den Kingston Voyageurs in die Ontario Junior Hockey League entschloss.
Zur Saison 2005/06 kehrte Ashton nach Deutschland zurück und unterschrieb einen Vertrag bei den Augsburger Panthern in der Deutschen Eishockey Liga und wurde auch beim EV Landsberg in der Oberliga eingesetzt. In der Saison 2006/07 stand Ashton dann beim ERC Ingolstadt unter Vertrag, verließ den Verein aber zur Saison 2007/08, um beim EHC Klostersee in der Oberliga zu spielen. Beim EHC Klostersee begann Ashton auch die Saison 2008/09, bevor er unter der Saison zum EHC München wechselte, wo er am 8. März 2009 sein Zweitliga-Debüt gab. Zu Beginn der Saison 2009/10 kehrte Ashton zum EHC Klostersee zurück, um dort als Stammtorhüter Spielpraxis zu sammeln. Die folgende Saison begann er bei den Dresdner Eislöwen, bei denen er als Ersatztorhüter fungierte, ehe er im Januar 2011 vom EV Landsberg verpflichtet wurde. Zur Saison 2011/12 kehrte er zum EHC Klostersee zurück. Aktuell kämpft Ashton in der Saison 2012/13 bei den Erding Gladiators um den Titel des Stammtorhüters.